# Armênia
Armênia è una stazione della linea 1 della metropolitana di San Paolo. L'accesso principale si trova in Praça Armênia, nel quartiere di Bom Retiro. 

## Storia
È stata inaugurata il 26 settembre 1975, con il nome di Ponte Pequena, in riferimento all'omonimo ponte (il vecchio ponte di Avenida Tiradentes sul fiume Tamanduateí, che si contrapponeva all'ormai demolito Ponte Grande, sul fiume Tietê). Il 12 novembre 1985 la stazione è stata ribattezzata con la denominazione in omaggio agli immigrati armeni di San Paolo, che hanno contribuito finanziariamente alla costruzione della stazione.

## Interscambi
Nelle vicinanze della stazione effettuano fermata diverse linee di autobus urbani e interurbani.
- Fermata autobus

## Servizi
La stazione dispone di:
- Accessibilità per portatori di handicap
- Ascensori
- Scale mobili
- Biglietteria a sportello
- Biglietteria automatica